# 김기환 (1968년)
김기환(金基煥, 1968년 ~ 1995년 11월 2일)은 연쇄살인 사건을 일으킨 지존파의 두목이자 대한민국의 범죄자이다.

## 생애
학창시절에 반장 역할도 맡아서 했으며, 성적도 우수했지만 집안 형편 때문에 학교를 중퇴했다. 1993년 4월 대학 입시 부정사건과 부유층에 대한 불만으로 학교 후배 강동은과 교도소 동기 문상록을 비롯하여 김현양, 강문섭, 백병옥 등 후배들과 함께 지존파를 결성하였다. 1993년 7월 23세 최모 여성을 윤간한 뒤 목졸라 살해 암매장했다. 같은 해 8월, 조직을 배신했다는 이유로 지존파 일당들은 같은 조직원 송봉은도 잔인하게 살해했다. 1994년 자신의 집을 아지트로 개조하여 본격적인 범행을 시작했으나 그 해 6월 17일 강간치상 혐의로 구속되었고 그 이후에도 범행 지시는 계속하였다. 하지만 다른 지존파 일당들도 1994년 9월 21일에 경찰에 검거되어 김기환도 살인 혐의가 추가되었다.
1994년 10월 31일 지존파 전원에게 살인, 강도, 사체유기, 범죄단체 조직죄 등이 적용되어 사형이 선고되었고 항소심과 상고심에서도 사형이 확정되어 1995년 11월 2일 사형이 집행되었다.

## 같이 보기
- 지존파 사건
- 증오범죄
- 조직